# Tharbad
Tharbad (Sindarijns voor kruisende weg) is een fictieve stad in J.R.R. Tolkiens werk In de Ban van de Ring.

## Tweede Era
De stad werd halverwege de Tweede Era gesticht door kolonisten uit Númenor. Dit koninkrijk was in de Tweede Era een zeemacht van formaat en stichtte verschillende koloniën om te voorzien in de grote vraag naar hout. Van dit hout werden schepen gebouwd voor de vloot. De scheepsbouw concentreerde zich rond de belangrijkste kolonie, Lond Daer, gelegen aan de monding van de Gwathló. Bij de bouw van deze schepen waren grote hoeveelheden hout gemoeid, die de kolonisten verkregen door de bossen van Minhiriath en Enedwaith om te hakken. Hiermee joegen ze echter de lokale bevolking, de Donkerlanders, tegen zich in het harnas en werd het leefgebied van de Enten beperkt tot het bos van Fangorn.
Om Lond Daer tegen aanvallen van de lokale bevolking te beschermen bouwde Númenor verschillende forten langs de Gwathló. Tharbad was het belangrijkste fort. Nadat Númenor aan het einde van de Tweede Era door de golven werd verzwolgen, stichtten Elendil de Lange en zijn zonen de koninkrijken Arnor en Gondor. Lond Daer overleefde de val van Númenor niet en Tharbad werd de belangrijkste stad in de regio. De beide koninkrijken werkten mee aan de aanleg van de Grote Noord-Zuidweg die bij Tharbad de Gwathló overstak. Ook werd de stad door beide koninkrijken bestuurd.

## Derde Era
In het jaar 861 van de Derde Era viel Arnor na een korte burgeroorlog uiteen in drie koninkrijken: Arthedain, Cardolan en Rhudaur. Tharbad ging deel uitmaken van Cardolan. Hoewel dit koninkrijk in 1409 in de strijd tegen het kwade rijk Angmar ten onderging, werd de stad gespaard. Toen in 1636 de Grote Pestepidemie door Eriador trok werd Tharbad echter zwaar getroffen. Het koninkrijk Gondor, dat ook door de epidemie werd getroffen en waarvan de macht tanende was, trok zijn garnizoen terug uit de stad. Hoewel verstoken van een overkoepelend bestuur, bleef Tharbad door de handelsroute tussen Gondor en Arthedain welvarend.
In 1974 werd Arthedain door Angmar te gronde gericht en Tharbad raakte in verval. De stad bleef wel bewoond, maar de weinige Dúnedain die er nog woonden trokken weg. In de lente van 2912, na afloop van de Felle Winter, werd de stad door een overstroming overspoeld. De vernietiging van de brug over de Gwathló bemoeilijkte het reizen tussen Eriador en Gondor en de bewoners verlieten de stad. Ten tijde van de Oorlog om de Ring waagden alleen mensen die écht de Gwathló over moesten steken zich nog in Tharbad. Boromir stak bij Tharbad de rivier over toen hij op weg was van Minas Tirith naar Rivendel. En ook de Nazgûl passeerden Tharbad op hun zoektocht naar de Gouw.
Er zijn geen aanwijzingen dat Tharbad in de Vierde Era door Gondor werd herbouwd, hoewel het wel aannemelijk is dat de brug werd hersteld.
Zie ook: Lijst van koningen van Arnor · Lijst van koningen van Arthedain · Lijst van hoofden van de Dúnedain